# Joey Votto
Joseph Daniel "Joey" Votto, född den 10 september 1983 i Toronto i Ontario, är en kanadensisk professionell basebollspelare som spelar för Cincinnati Reds i Major League Baseball (MLB). Votto är förstabasman.

## Karriär

### Major League Baseball
Votto draftades av Cincinnati Reds 2002 som 44:e spelare totalt och redan samma år gjorde han proffsdebut i Reds farmarklubbssystem. Efter nästan sex säsonger i farmarligorna debuterade Votto i MLB den 4 september 2007. Han har varit klubben trogen sedan dess.
Votto tillhörde under början av 2010-talet de absolut bästa spelarna i MLB. Han vann National Leagues (NL) MVP Award 2010 som ligans mest värdefulla spelare och samma år vann han även Hank Aaron Award som den bästa slagmannen i NL. Han togs vidare ut till fyra raka all star-matcher åren 2010–2013 och dessutom 2017–2018. 2011 vann han en Gold Glove Award för sitt defensiva spel som förstabasman. Votto är känd för att ofta ha ett högt on-base % och han har varit bäst i NL i den kategorin sju olika säsonger.
I juli 2021 var Votto mycket nära att tangera MLB-rekordet på åtta matcher i rad med minst en homerun. Han hade slagit en homerun i sju raka matcher och i den åttonde var han bara centimeter ifrån att slå ytterligare en. I augusti 2022 blev han den kanadensiska spelare som spelat flest matcher i MLB:s grundserie när han spelade sin 1 989:e match. Han passerade därigenom Larry Walker.
Votto har sju gånger (2010–2013 och 2015–2017) vunnit Tip O'Neill Award som Kanadas bästa basebollspelare.

### Internationellt
Votto representerade Kanada vid World Baseball Classic 2009 och 2013.